# GTB
GTBは、Takeshi（ex.カメレオ）&seiya（ギガマウス）によるユニットである。
読み方は基本的には「ジーティービー」だが「ジーティーボーイズ」と読むこともある。
ファンの呼称は、女性を「GTガールズ」男性を「GTボーイズ」と呼ぶ。

## メンバー
ボーカル、ドラムス ： Takeshi
8月23日に東京都で生まれ、血液型はO型。
メンバーカラーは黄色。
ハナゲの人duraluMin → カル・ヴァリ(サポート/タケシ) → N@H(サポート/Takeshi)→カメレオ→GTB
作曲の際はドラムを演奏しているが、ライブではサポートでドラムを入れ、ボーカルを担当している。
SEの「SG」でドラムを演奏することもあるが演奏をせず次の曲へ入ってしまうこともある
セミナーやアコースティックライブなどでGTBの曲のドラムを演奏することがある
バス  ： seiya
10月20日に長野県で生まれ、血液型はA型。
メンバーカラーは青色。野球好き、歴史好き。
りわいる☆☆まざぁ → A(せいや) →Viored(seiya) → spiv states(ゲスト) → SPIV STATES(ゲスト) → GIGAMOUS→ギガマウス → ギガマウス、GTB

## 概要
カメレオ解散後、2017年8月20日に渋谷REXにてTakeshiのバースデーライブとなる「Takeshiを仕方なく祝う日」をTakeshi・seiya・海（vistlip）で開催

以前バンドを組んでいた仲間や、当時対バンでライブを行っていた仲間をゲストにまねいた

その際にTakeshiが作詞、seiyaが作曲した「GTB」を披露し、CDを販売した

GTBとはライブ開催前に行った配信にて「GTO」と「ビーチボーイズ」がまざり「GTボーイズ」と間違って言ったところから来ている

2017年10月20日に新宿RUIDO K4にてseiyaのバースデーライブとなる「seiyaを仕方なく祝う日」を開催

ゲストでギガマウスのメンバーなどをまねいた

その際に2ndシングルとなる「GO!!」を披露し、CDを発売した

2018年1月5日に「新年を仕方なく祝う日」を東高円寺二万電圧にて開催

この公演にてTakeshiとseiyaで「GTB」というユニットを組む事を正式に発表した

そして、2018年4月7日よりTAKASHI(ex.カメレオ）と２マンでミニアルバム「LIFE-long friends」を引っさげ東名阪のツアーを開催することを発表した

楽曲についてはTakeshiが作詞、seiyaが作曲をすることが多い

## 主なライブ
ワンマンライブ主催イベント
2017年
- 8月20日‐「Takeshiを仕方なく祝う日」/渋谷REX
- 10月20日‐「seiyaを仕方なく祝う日」/新宿RUIDO K4

2018年
- 1月 1日‐「新年を仕方なく祝う日」/東高円寺二万電圧
- 4月 7日‐「ノリと勢いで東名阪～お手柔らかにお願いします～」/渋谷REX
- 4月20日‐「ノリと勢いで東名阪～お手柔らかにお願いします～」/HOLIDAY NEXT NAGOYA
- 4月22日‐「ノリと勢いで東名阪～お手柔らかにお願いします～」/心斎橋VaRON
- 6月30日‐「ノリと勢いでサマーツアー2018」/大塚Hearts Next
- 7月13日‐「ノリと勢いでサマーツアー2018」/札幌crazymonkey
- 7月14日‐「ノリと勢いでサマーツアー2018」/札幌crazymonkey
- 7月21日‐「ノリと勢いでサマーツアー2018」/金沢GOLDCREEK
- 7月22日‐「ノリと勢いでサマーツアー2018」/HOLIDAY NEXT NAGOYA
- 7月29日‐「ノリと勢いでサマーツアー2018」/仙台HOOK
- 8月10日‐「ノリと勢いでサマーツアー2018」/大阪RUIDO
- 8月12日‐「ノリと勢いでサマーツアー2018」/福岡INSA
- 8月23日‐「ノリと勢いでサマーツアー2018番外編～Takeshiを仕方なく祝う日～」/新宿RUIDO K4
- 10月20日-「ノリと勢いでワンマン!!～seiyaを仕方なく祝う日～」/渋谷CHELSEA HOTEL
- 12月24日-「ノリと勢いでクリスマス２マン」/東高円寺二万電圧

2019年
- 1月13日-「新年を仕方なく祝う日2019」/Nakano Space Q
- 1月14日-「ノリと勢いで新年会」/池袋EDGE
- 4月 2日-「ノリと勢いでTKG」/西永福JAM
- 4月19日-「１周年を仕方なく祝う日-前夜祭-」/Nakano Space Q
- 4月20日-「GTBワンマン講演「１周年を仕方なく祝う日」」/渋谷REX
- 7月 7日-「ノリと勢いで３マン」/西永福JAM
- 8月13日-「ノリと勢いでサマーフェス2019」/渋谷REX
- 8月23日-「Takeshiを仕方なく祝う日2019」/渋谷Star lounge
- 8月24日-「Takeshiを仕方なく祝った翌日」/Nakano Space Q
- 9月15日-「GTBワンマンツアー「ノリと勢いでワンマンツアー～TNO～」」/西永福JAM
- 9月28日-「GTBワンマンツアー「ノリと勢いでワンマンツアー～TNO～」」/心斎橋PANHEADGROOVE
- 9月29日-「GTBワンマンツアー「ノリと勢いでワンマンツアー～TNO～」」/HOLIDAY NEXT NAGOYA
- 10月18日-「seiyaを仕方なく祝う日2019」/渋谷TSUTAYA O-WEST
- 10月19日-「seiyaを仕方なく祝った翌日」/Nakano Space Q
- 10月27日-「ノリと勢いでハロウィンパーティー2019～秋の大運動会～」/渋谷Star lounge
- 11月23日-「ノリと勢いでアコースティックライブ＆トーク」/Nakano Space Q
- 12月30日-「GTB忘年会」/東高円寺二万電圧

2020年
- 1月11日-「ノリと勢いで新年会2020 DAY1」/西永福JAM
- 1月12日-「ノリと勢いで新年会2020 DAY2」/西永福JAM
- 7月12日-「ノリと勢いでサマーフェス2020 プレミアム配信ライブ DAY1」/西永福JAM
- 7月13日-「ノリと勢いでサマーフェス2020 プレミアム配信ライブ DAY2」/西永福JAM
- 8月21日-「GTB2周年感謝祭」/ツイキャス有料配信
- 8月22日-「2周年&Takeshiを仕方なく祝う日」/渋谷Star lounge
- 10月19日-「GTBトーク&ミニアコースティックライブ「seiyaを仕方なく祝う前日」〜seiyaの人生を振り返る会〜」/西永福JAM
- 10月20日-「seiyaを仕方なく祝う日」/西永福JAM

出演イベント
2018年
- 5月12日‐「GTB Takeshi＆seiyaによる ドラム＆ベースセミナー」/エイトビート京都本店
- 5月13日‐「KANSAI ROCK SUMMIT'18」/JANUS
- 6月22日‐「ACT ONE AGE～『This LOVE』RELEASE TOUR～」/柏PALOOZA
- 7月 1日‐「合同インストアイベント」/新宿リトルハーツ
- 7月15日‐「合同インストアイベント」/音楽処
- 7月15日‐「ノリと勢いでトーク＆アコースティックライブ2018！in札幌」/BANKARA ZONE-HS
- 7月22日‐「合同インストアイベント」/ライカエジソン名古屋
- 7月22日‐「合同インストアイベント」/仙台リトルハーツ
- 8月 9日‐「合同インストアイベント」/大阪ライカエジソン大阪
- 8月13日‐「合同インストアイベント」/福岡ミュージックプラザインドウ
- 9月28日-「TakadanobabaAREApresentsコスモタウン～MagicFriday～Vol.1」/高田馬場AREA
- 11月21日-「TakadanobabaAREApresentsコスモタウン～任天堂の日～」/高田馬場AREA
- 12月22日-「-The kingdom Fes,-vol.4」/高田馬場AREA

2019年
- 2月27日-「TakadanobabaAREApresentsコスモタウン～感謝の日～」/高田馬場AREA
- 3月13日-「TakadanobabaAREApresentsコスモタウン～ホワイトデー前日～」/高田馬場AREA
- ３月23日-「STAR LOUNGE Presents“MESSAGE from UDAGAWA”vol65/渋谷Star lounge
- 4月27日-「FWD PRESENTS[beauty;trickey]vol.129」/池袋EDGE
- 4月28日-「Brand New Vibe Live House Tour2019 Spring「PRIDE OF LION」」/西川口LiveHouse Hearts
- 5月 8日-「ViSULOG presents「HYSTERIC CIRCUS 2019 -BAD PARTY-」」/池袋EDGE
- 5月25日-「PS COMPANY PRESENTS「URGE OF EVE」」/青山RizM
- 6月 4日-「エルトアクトとジーディーの宴」/渋谷Star lounge
- 6月28日-「escape to reject」/aube SHIBUYA
- 7月20日-「えんそく×ロマン急行主催3マン　回遊列車～江坂行～」/ESAKA MUSE
- 8月 9日-「ベル×Chanty 共同主催ツアー線香花火が暴れだす」/名古屋ell.FITS ALL
- 9月 7日-「ベル×Chanty 共同主催ツアー線香花火が暴れだす」/赤羽ReNY alpha
- 11月 2日-「BadeggBox 7th Anniversary 7dAYS Day2「Premium History」/池袋Blackhole
- 12月 9日-「平成維新 拓 presents「平成revolution party 201-Tokyo-」」/HOLIDAY SHINJUKU
- 12月18日-「“FROM UDAGAWA”vol.83」/渋谷Star lounge

2020年
- 2月 3日-「“TETE FES 2020”DAY-1」/渋谷CHELSEA HOTEL

## ディスコグラフィー
| 枚  | 発売日         | タイトル | 規格 | 規格品番 |
| --- | -------------- | -------- | ---- | -------- |
| 1st | 2017年8月20日  | GTB      | CD   |          |
| 2nd | 2017年10月20日 | GO!!     | CD   |          |

| 枚  | 発売日        | タイトル             | 規格     | 規格品番 | タイプ                      |
| --- | ------------- | -------------------- | -------- | -------- | --------------------------- |
| 1st | 2018年6月27日 | サマーギャンブル     | CD       | GTB-002  |                             |
| 2nd | 2019年1月14日 | RUN RUN RUN          | CD       | GTB-003  |                             |
| 3rd | 2019年9月11日 | regret               | CD       | GTB-0004 |                             |
| 4th | 2020年4月5日  | ドラマ/MUSIC DRUNKER | 配信限定 |          |                             |
| 5th | 2020年5月15日 | 証                   | CD       |          | Type-A Type-B Type-C Type-D |

| 枚  | 発売日        | タイトル          | 規格 | 規格品番 |
| --- | ------------- | ----------------- | ---- | -------- |
| 1st | 2018年3月31日 | LIFE-long friends | CD   | GTB-001  |